# Znanost u 1955.
◄◄ | ◄ | 1952. | 1953. | 1954. | 1955.  | 1956. | 1957. | 1958. | ► | ►►
Arhitektura • Astronautika • Astronomija • Biologija • Film • Fotografija • Glazba • Kazalište • Kemija • Kiparstvo • Knjige • Književnost • Kršćanstvo • Meteorologija • Medicina • Planinarstvo • Politika • Pravo • Promet • Slikarstvo • Strip • Šport • Televizija • Znanost • Zrakoplovstvo • Željeznički promet
Znanost u 1955.

## Svijet

### Rođenja
- Evan T. Pritchard: američki Micmac Indijanac, antropolog, povjesničar, pisac i glazbenik

### Smrti
- 10. travnja − Pierre Teilhard de Chardin,  francuski isusovac, teolog, filozof, antropolog, geolog, paleontolog i esejist (* 1881.)

## Vanjske poveznice
|  | Zajednički poslužitelj ima još gradiva o temi Znanost u 1955. |